# Strade provinciali della città metropolitana di Torino
Le strade provinciali della città metropolitana di Torino (ex provincia di Torino) sono indicate di seguito.

## SP 1 - SP 99
- SP 1 delle Valli di Lanzo (Torino-Balme)
- SP 2 di Germagnano (Torino-Germagnano)
- SP 3 della Cebrosa (Torino-Volpiano)
- SP 4 di Baldissero (Baldissero-Sciolze)
- SP 5 di Pino (Torino-Pino Torinese)
- SP 6 di Pinerolo (Torino-Piossasco)
- SP 7 di Grugliasco
- SP 8 di Druento (Torino-Givoletto)
- SP 9 di Altessano
- SP 710 di Caselle[1]
- SP 711 di Villaretto[1]
- SP 12 del Fornacino (Caselle-Settimo Torinese)
- SP 13 di Front (Caselle-Cuorgnè)
- SP 14 di Ceretta Inferiore (Caselle-Ceretta)
- SP 15 di Ceretta Superiore (Ceretta-Devesi)
- SP 16 di San Maurizio (San Maurizio-Ciriè)
- SP 17 di Leinì (San Francesco al Campo-Volpiano)
- SP 18 di Robassomero (Ciriè-Robassomero)
- SP 19 del Sedime (San Francesco al Campo-Ciriè)
- SP 20 del Campo Esperienze[1] (San Carlo-Lombardore)
- SP 21 di San Carlo (Ciriè-Vauda Canavese)
- SP 22 del colle Forcola (Ciriè-Corio-Vietti-Lanzo)
- SP 723 di Rivara[1] (Nole-Rivara)
- SP 724 di Villanova[1] (Villanova-Cafasse)
- SP 25 di Grange di Nole (Robassomero-Villanova)
- SP 26 dell'Amiantifera (Balangero-San Pietro di Coassolo)
- SP 27 di Balangero (Balangero-Benne di Corio)
- SP 728 della frazione San Pietro[1]
- SP 729 di Oviglia[1] (Lanzo-Oviglia)
- SP 30 di Sant'Ignazio (Lanzo-Pessinetto)
- SP 31 di Monastero (Lanzo-Chiaves)
- SP 32 della Valle di Viù
- SP 33 della Val Granda
- SP 34 di Rocca Canavese (Corio-Rocca-Barbania-Front)
- SP 35 di Favria (Front-Salassa)
- SP 36 di Salassa (Pertusio-Salassa)
- SP 37 di Pasquaro (Rivarolo-Argentera-Rivarossa)
- SP 38 di Argentera
- SP 39 di Rivarossa
- SP 40 di San Giusto
- SP 41 di Agliè
- SP 42 del Santuario di Belmonte
- SP 43 di Canischio
- SP 44 di Alpette
- SP 45 della Valle Sacra
- SP 46 di Frassinetto
- SP 47 della Val Soana
- SP 48 di Piamprato
- SP 49 di Ribordone
- SP 50 del colle del Nivolet
- SP 51 di Ciconio
- SP 52 di Ozegna
- SP 53 di San Giorgio Canavese
- SP 54 di Cuceglio
- SP 55 di Vialfrè
- SP 56 di Strambino
- SP 57 di Torre Canavese
- SP 58 del Pedaggio
- SP 59 di Castelnuovo Nigra
- SP 60 di Villa Castelnuovo
- SP 61 di Issiglio
- SP 62 di Strambinello
- SP 63 di Colleretto Giacosa
- SP 64 della Valchiusella
- SP 65 di Lugnacco
- SP 66 di Vico Canavese
- SP 67 di Salerano
- SP 68 di Alice
- SP 69 di Quincinetto
- SP 70 di Quassolo
- SP 71 di Aramengo
- SP 72 di Nomaglio
- SP 73 della Serra
- SP 74 di Chiaverano
- SP 75 dei laghi Morenici
- SP 76 di Burolo
- SP 77 di Pavone
- SP 78 di Vestignè
- SP 79 di Azeglio
- SP 80 di Caravino
- SP 81 di Mazzè
- SP 82 di Montalenghe
- SP 83 di Villate
- SP 84 del Lago di Candia
- SP 85 di Caluso
- SP 86 di Vallo
- SP 87 di Bosconero
- SP 88 di Villareggia
- SP 89 di Torrazza Piemonte
- SP 90 di Rondissone
- SP 91 del Boschetto
- SP 92 di Castiglione
- SP 93 di San Mauro
- SP 94 di San Sebastiano
- SP 95 di Verolengo
- SP 96 di Rivodora
- SP 97 di Cinzano
- SP 98 di Marentino
- SP 99 di San Raffaele Cimena

## SP 100 - SP 199
- SP 100 di Moriondo
- SP 101 di Casalborgone
- SP 102 di Berzano
- SP 103 di Castagneto
- SP 104 di Lauriano
- SP 105 di Monteu
- SP 106 di Scallaro
- SP 107 di Brusasco
- SP 108 di Cavagnolo
- SP 109 di Brozolo
- SP 110 di Marcorengo
- SP 111 di Sulpiano
- SP 112 di Verrua
- SP 113 di Piai
- SP 114 di Superga
- SP 115 della Valle Ceppi
- SP 116 di San Quirico
- SP 117 di Cordova
- SP 118 di Sciolze
- SP 119 di Moriondo
- SP 120 di Riva di Chieri
- SP 121 di Arignano
- SP 122 di Chieri
- SP 123 di San Felice
- SP 124 di Pecetto
- SP 125 di Revigliasco
- SP 126 di Santa Brigida
- SP 127 del cimitero di Venaus
- SP 128 di Pessione
- SP 129 di Carmagnola
- SP 130 dei Favari
- SP 131 di Isolabella
- SP 132 di Ternavasso
- SP 133 della frazione Cavallo
- SP 134 di Pralormo
- SP 135 di Casanuova
- SP 136 delle Due Province
- SP 137 detta Strada Reale
- SP 138 di Virle
- SP 139 di Villafranca
- SP 140 di None
- SP 141 di Castagnole Piemonte
- SP 142 di Piobesi
- SP 143 di Vinovo
- SP 144 di Santa Maria
- SP 145 di La Loggia
- SP 146 di Viotto
- SP 147 di Oitana
- SP 148 di Vigone
- SP 149 di Pancalieri (Confine Faule (CN))
- SP 150 della Madonna degli Orti
- SP 151 di Campiglione-Fenile
- SP 152 di Zucchea
- SP 153 di Babano
- SP 154 di Cavour (Barge)
- SP 155 di Cavour (Bagnolo - C.P. CN)
- SP 156 di Lusernetta
- SP 157 di Bibiana
- SP 158 di Garzigliana
- SP 159 di Macello
- SP 160 dei Murisenghi
- SP 161 della Val Pellice
- SP 162 di Rorà
- SP 163 di Angrogna
- SP 164 di San Secondo
- SP 165 di Prarostino
- SP 166 della Val Chisone
- SP 167 della Val Lemina
- SP 168 di San Germano Chisone
- SP 169 della Val Germanasca
- SP 170 di Massello
- SP 171 di Usseaux
- SP 172 del Colle delle Finestre
- SP 173 del Colle dell'Assietta
- SP 174 di Borgaretto
- SP 175 del Doirone
- SP 176 della Savonera
- SP 177 di Valdellatorre
- SP 178 di Alpignano
- SP 179 di Pianezza
- SP 180 dei Cornetti Sup.
- SP 181 di Caselette
- SP 182 di Varisella
- SP 183 di Bruino
- SP 184 di Villarbasse
- SP 185 di Buttigliera Alta
- SP 186 di Rosta
- SP 187 di Giaveno
- SP 188 del Colle Braida
- SP 189 di Selvaggio
- SP 190 di Coazze
- SP 191 della Maddalena
- SP 192 di Forno
- SP 193 della Colletta
- SP 194 di Frossasco
- SP 195 di Roletto
- SP 196 di Piscina
- SP 197 del colle del Lys
- SP 198 di Villar Dora
- SP 199 di Novaretto

## SP 200 - SP 299
- SP 200 di Condove
- SP 201 di Vaie
- SP 202 di Villarfocchiardo
- SP 203 di Borgone
- SP 204 di San Didero
- SP 205 di Bruzolo
- SP 206 di San Giorio
- SP 207 di Mattie
- SP 208 di Foresto
- SP 209 di Mompantero
- SP 210 di Venaus
- SP 211 di Giaglione
- SP 212 del Moncenisio
- SP 213 di Exilles
- SP 214 di Sauze d'Oulx
- SP 215 del Sestriere
- SP 216 del Melezet
- SP 217 di Barone
- SP 218 di Monasterolo
- SP 219 di Mezzenile
- SP 220 di Brandizzo
- SP 221 di Andrate
- SP 222 di Castellamonte
- SP 223 di Santa Cristina
- SP 224 di Pavarolo
- SP 225 di Urbiano
- SP 226 della Cascina Rubiana
- SP 227 della Provonda
- SP 228 della frazione Boschi
- SP 229 di Verna
- SP 230 della frazione Rivera
- SP 231 della frazione Cels
- SP 232 di Deveyes
- SP 233 di Ramat
- SP 234 di Beaulard
- SP 235 di Rochemolles
- SP 236 della Stazione Alpina
- SP 237 della frazione Chambons
- SP 238 di Millaures
- SP 239 di Villa Cristina
- SP 240 di Fiano
- SP 241 del Ponte degli Alpini
- SP 242 della Borgata Tempo
- SP 243 di Vauda Inferiore
- SP 244 della Borgata Borrelli
- SP 245 della Stazione di Pessinetto
- SP 246 del Creus
- SP 247 di Case Levra
- SP 248 di Piano Audi
- SP 249 del Pugnetto
- SP 250 di Catelli
- SP 251 della frazione Canova
- SP 252 di Villar
- SP 253 dei Cornetti
- SP 254 del Pian del Frais
- SP 255 della Val Clarea
- SP 256 del Rifugio Levi
- SP 257 di San Bernardo
- SP 258 di Indritto
- SP 259 di Chiabrano
- SP 260 di Rodoretto
- SP 261 di Faetto
- SP 262 di Pobbia
- SP 263 di Piverone
- SP 264 di Masino
- SP 265 di Campo
- SP 266 di Salto
- SP 267 di Lombardore
- SP 268 del Trucco
- SP 500 della Collina Torinese
- SP 501 della Reggia

## Altre strade

### Strade statali declassate
- ex  del Colle del Sestriere
- ex  del Monginevro
- ex  del Colle di Cadibona
- ex  del Monferrato
- ex  del Lago di Viverone
- ex  di Mongrando
- ex  di Villastellone
- ex  della Serra
- ex  di Casalborgone
- ex  del Gran Paradiso
- ex  di Castellamonte
- ex  dei Laghi di Avigliana
- ex  della Val Cerrina
- ex  di Mazzè
- ex  delle Langhe
- ex  di Saluzzo

### Ex strade regionali
- Padana Inferiore  — Dal 2021 parzialmente è classificata come strada statale
- Padana Superiore  — Dal 2021 parzialmente è classificata come strada statale
  -  Padana Superiore
  -  Padana Superiore
- del Colle di Tenda e di Valle Roja  — Dal 2021 parzialmente è classificata come strada statale
- del Colle del Sestriere
- del Colle di Cadibona
  -  del Colle di Cadibona
- dei Laghi di Avigliana  — Dal 2021 parzialmente è classificata come strada statale